# 塔山屯镇
塔山屯镇，是中华人民共和国辽宁省葫芦岛市绥中县下辖的一个乡镇级行政单位。

## 行政区划
塔山屯镇下辖以下地区：
塔山社区、塔山屯村、张白谷村、西王村、大钟鼓村、潘家村、丁家村、许家村、东白村、大南铺村、白龙滩村、香保村、良家村和大施宝村。